# Têche (Fluss)
Die Têche (manchmal auch Tèche geschrieben) ist ein kleiner Fluss in Frankreich, der im Département Allier in der Region Auvergne-Rhône-Alpes verläuft. Sie entspringt im Gemeindegebiet von Loddes, entwässert generell Richtung Westnordwest durch die nördlichen Ausläufer der Landschaft Monts de la Madeleine und mündet nach rund 18 Kilometern im Gemeindegebiet von Trézelles als rechter Nebenfluss in die Besbre.

## Orte am Fluss
(Reihenfolge in Fließrichtung)
- Les Tabarins, Gemeinde Loddes
- Bert
- Varennes-sur-Tèche
- Le Pont de Têche, Gemeinde Trézelles